# The Strange Mr. Gregory
The Strange Mr. Gregory este un film american de groază regizat de Phil Rosen. Protagoniștii filmului sunt Edmund Lowe, Jean Rogers și Don Douglas. A avut premiera pe 14 noiembrie 1945.